# Biribi

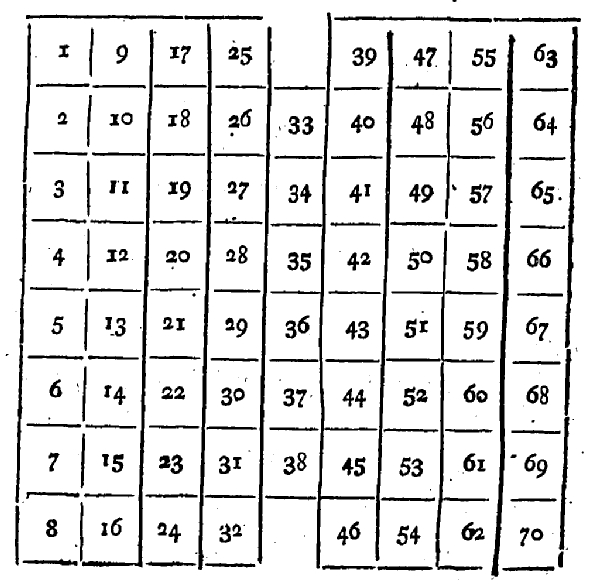
Taula per a Biribí (1788)

Biribí, biribissi (en italià) o cavagnole (en francès), va ser un joc d'atzar italià similar a la ruleta, o al bingo, que va ser prohibit el 1837. Es jugava en un tauler en el qual estan marcats els números de l'1 al 70.
Els jugadors posen les seves apostes en els números que creuen que sortirà. El conductor del joc disposa d'una bossa de la qual treu una caixeta que conté un tiquet. Els tiquets corresponen als números de la pissarra. El conductor, crida el número, i tots els jugadors que hi han apostat, reben seixanta-quatre vegades la seva aposta; totes les altres participacions se les queda el conductor.
Casanova el va jugar a Gènova (il·legalment, perquè ja estava prohibit allà) i al sud de França a la dècada de 1760, i el descriu com "un joc de trampes habitual". Va arruïnar la casa (de manera justa, diu) i de seguida es va escampar el rumor que s'havia conxorxat amb el conductor; tal connivència, presumiblement, era habitual.
A l'exèrcit francès, "Ser enviat a Biribí" era una expressió que s'emprava per "Ser enviat als batallons d'infanteria d'Algèria ".